# 莫遜卡河

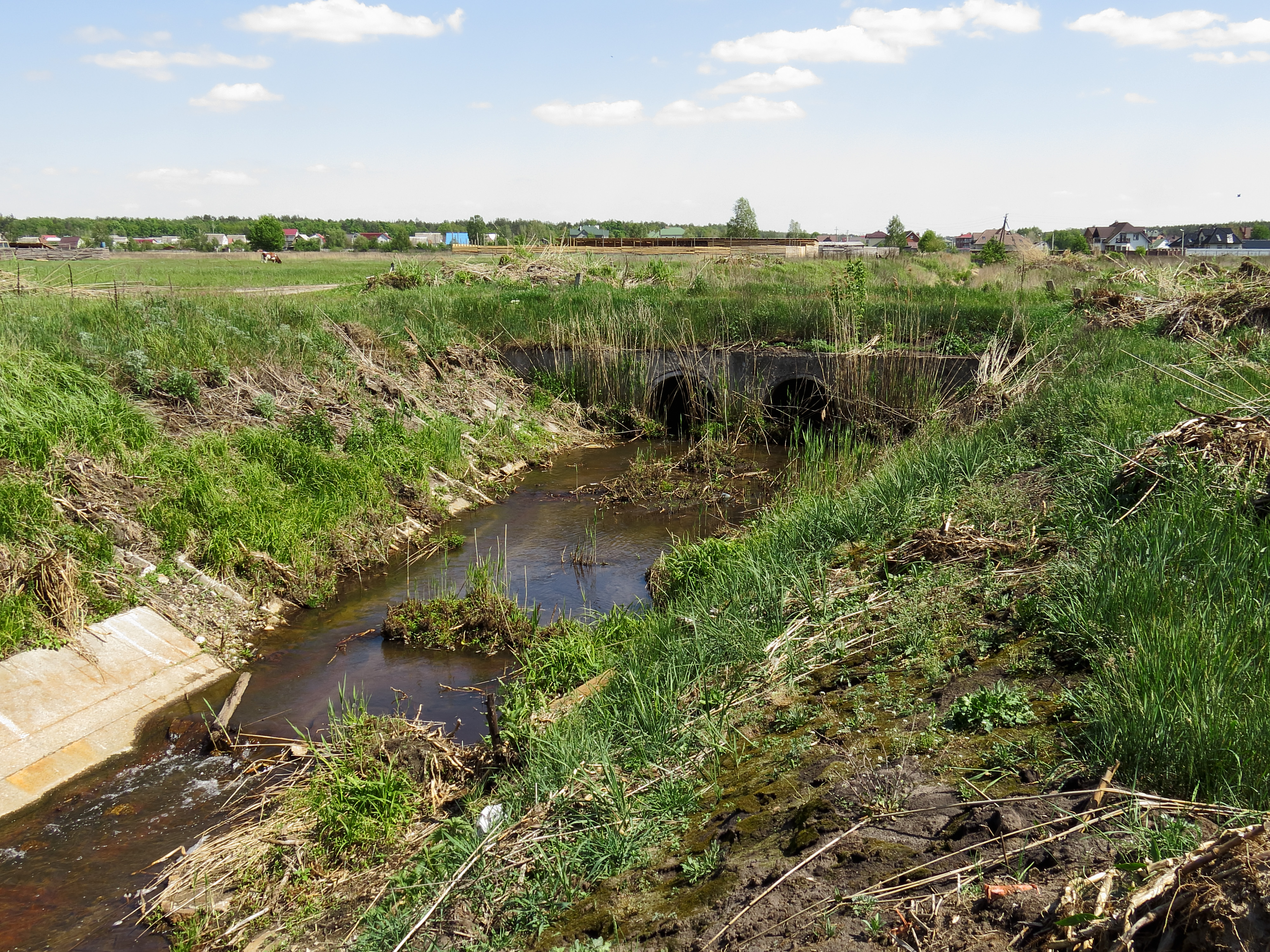

莫遜卡河（烏克蘭語：Мощунка），是烏克蘭的河流，位於該國中北部，屬於伊爾平河的右支流，發源自维什霍罗德以西，流經莫遜，河道全長10公里，流域面積54平方公里。